# Barito
Barito (indonésky Sungai Barito) je řeka na jihu ostrova Borneo v provinciích Jižní a Střední Kalimantan v Indonésii. Je přibližně 880 km dlouhá.

## Průběh toku
Pramení na jižních svazích Mullerova hřbetu. Na horním toku se nacházejí peřeje a vodopády. Na dolním toku teče přes silně bažinatou rovinu. Před ústím je propojená průtoky s okolními řekami a vytváří deltu. Ústí do Jávského moře.

## Vodní stav
Vysoký vodní stav má po celý rok.

## Využití
Vodní doprava je rozvinutá na středním a dolním toku. Na jednom z ramen delty leží město Banjarmasin.